# Alex Hope
Alexandra Hope Robotham, mer känd som Alex Hope, född 29 november 1993 i London, är en engelsk-australisk skivproducent, låtskrivare och musiker. Hon har arbetat med artister som Troye Sivan, Tina Arena, Taylor Henderson, Wrabel, Tove Lo, Jack Antonoff och Broods.
Alex Hope är dotter till författaren Michael Robotham.